# Canadian Rockies
Canadian Rockies er betegnelsen for den canadiske del af den nordamerikanske bjergkæde Rocky Mountains. De omkring 1.450 kilometer lange Canadian Rockies er den østlige del af Canadian Cordillera, som er et system af adskillige bjergkæder, der løber fra de canadiske prærier til den mod vest liggende stillehavskyst. Canadian Rockies udgør den sydøstlige del af dette system, og ligger mellem Interior Plains i Alberta og det nordøstlige British Columbia. Den sydlige del grænser til Idaho og Montana i USA. Nordenden er ved Liard River i det nordlige British Columbia.
Canadian Rockies har adskillige høje toppe og kæder, f.eks. Mount Robson (også kaldt Mount Bella) (3.954 moh.) og Mount Columbia (3.747 moh). Store dele af bjergkæden er beskyttet som national- og provinsparker, hvoraf en del i fællesskab udgør verdensarvsområdet Canadian Rocky Mountain Parks.